# Bulbophyllum disjunctum
Bulbophyllum disjunctum là một loài phong lan thuộc chi Bulbophyllum.